# Non ci sarà domani
Non ci sarà domani (Kiss Tomorrow Goodbye), è un film del 1950 diretto da Gordon Douglas. La sceneggiatura si basa sul romanzo Kiss Tomorrow Goodbye di Horace McCoy pubblicato a New York nel 1948.
Il produttore William Cagney è il fratello dell'attore James Cagney, protagonista del film.

## Trama
In un'aula di tribunale, sette persone sono a processo: Holiday Carleton, gli ex poliziotti Charles Weber e John Reece, Cherokee Mandon, Peter Cobbett, ex guardia carceraria della prigione di stato, e due criminali, Vic Mason e Jinx Raynor.
Attraverso le testimonianze degli imputati, viene raccontata la storia di un'evasione e dell'omicidio di uno dei due fuggitivi. Un criminale, Ralph Cotter, esce di galera uccidendo nella fuga Carleton, un altro galeotto, rimasto ferito nel tentativo di evasione. Una volta libero, Cotter corteggia la sorella del morto, Holiday Carleton, e organizza altri colpi, riuscendo persino a corrompere un ufficiale di polizia. Quando Holiday scopre la verità sull'omicidio del fratello,  non esiterà a uccidere Cotter.

## Produzione
Le riprese del film, prodotto dalla William Cagney Productions (come A Cagney Production), durarono dal 15 aprile a metà maggio 1950. Alcune scene furono girate in California, in una tenuta nei pressi di Chino e a Glendale. Una delle due principali interpreti femminili, Barbara Payton, era sposata al divo Franchot Tone, ex marito di Joan Crawford, ma ne divorziò in circostanze particolarmente burrascose per legarsi all'amante Tom Neal, il protagonista del celebre film noir Detour - Deviazione per l'inferno di Edgar G. Ulmer. Screditata dalla stampa scandalistica che divulgava particolari scabrosi sulla sua tempestosa vita sentimentale e finita fuori dal giro delle grandi produzioni, iniziò a vivere di espedienti, facendo anche la prostituta, e concluse drammaticamente la propria vita a meno di quarant'anni: è una delle più amare e tragiche leggende di Hollywood.

## Distribuzione
Il copyright del film, richiesto dalla Cagney Productions, Inc., fu registrato il 31 agosto 1950 con il numero LP333.
Distribuito dalla Warner Bros., il film fu presentato a New York il 4 agosto 1950, uscendo nelle sale cinematografiche USA il 19 agosto.